# Filmweb
Filmweb (filmweb.pl) е най-големият полски уебсайт, посветен на филми и театрални актьори. Той е втората по обем на филмовата информационна база данни в света след IMDb.com.

## История
Сайтът е създаден чрез активно сътрудничество през интернет. Благодарение на сложна система от форми всеки от регистрираните потребители има възможност да добави към базата данни информация за нови филми и личности, свързани с киното, да въвежда изменения в съществуващите описания или да допринася за тяхното разширяване. Въведената информация в системата се проверява и може да се коригира от потребители на портала с подходящи разрешения. За работата си в сайта всеки потребител получава точки.
В допълнение към обширната база данни, към него има и широка обществена дейност. След регистрация всеки читател получава на разположение свое място на сайта, където да се публикува информация за него, архивирана на сайта, както и възможността за създаване на свой собствен блог.
Сайтът също така включва ежедневни новини от света на киното, визуализации на кино премиери и DVD, плакати, фотогалерии, табла за съобщения, боксофис класации, списък на кинотеатрите, ТВ програма, игри, конкурси, информационни дистрибутори и фестивали.
Потребителите, след оценка определено количество филми, имат възможността да определят сектор на информацията, която е интересна за тях персонално.
Сайтът „Filmweb“ е пуснат в експлоатация на 18 март 1998 г. Той съдържа информация за над 500 000 филма, около 40 000 сериала, над 10 000 пиеси и над 1 630 000 създатели на филми – актьори, режисьори, сценаристи и др. Включва филми от 187 страни, 9 от тях бивши и 2 с променено име, е 14 други части от различни страни (автономии и зависими територии). Информацията за българските филми в сайта е с начало от 1911 г.